# 함안 주세붕 묘역
함안 주세붕 묘역(咸安 周世鵬 墓域)은 대한민국 경상남도 함안군 칠서면 계내리에 있다. 조선 초기의 문신이며 대학자였던 신재(愼齋) 주세붕(1495∼1554) 선생의 묘소이다. 조선시대의 주세붕묘역이다. 1976년 4월 15일 경상남도의 기념물 제33호 주세붕묘역으로 지정되었다가, 2018년 12월 20일 현재의 명칭으로 변경되었다.

## 개요
조선 초기의 문신이며 대학자였던 신재(愼齋) 주세붕(1495∼1554) 선생의 묘소이다.
어려서부터 효성이 지극하였으며 학문에도 열성적이었다. 중종 17년(1522) 문과에 급제한 후 여러 관직을 두루 거쳐 중종 36년(1541)에 풍기 군수가 되었다. 중종 38년(1543)에는 풍기 지방에 우리나라 최초의 서원인 백운동서원(뒤의 소수서원)을 세웠다. 명종 6년(1551)에는 황해도 관찰사가 되어 해주에 수양서원을 창설하여 최충을 모시기도 하였다.
죽은 뒤 선생의 유언에 따라 고향에 장사 지내고 조정에서는 예조판서의 벼슬을 내렸다. 선생의 묘는 특별한 시설이 없는 네모난 봉토분이고, 아버지 문보(文보)와 큰 조카 조(조)의 묘가 한자리에 있다.

## 같이 보기
- 주세붕

## 참고 문헌
- 주세붕묘역 - 국가유산청 국가유산포털